# Festy Ebosele
Festy Ebosele, né le 2 août 2002 à Enniscorthy en Irlande, est un footballeur international irlandais qui évolue au poste d'arrière droit à l'İstanbul Başakşehir.

## Biographie

### En club
Né à Enniscorthy en Irlande, Festy Ebosele est formé par le Bray Wanderers avant de poursuivre sa formation en Angleterre avec le club de Derby County, qu'il rejoint en juillet 2018.
Il joue son premier match en professionnel le 9 janvier 2021 face au Chorley FC, à l'occasion d'une rencontre de coupe d'Angleterre. Il entre en jeu et son équipe est battue sur le score de deux buts à zéro ce jour-là.
Le 6 novembre 2021, Ebosele inscrit son premier but en professionnel, lors d'une rencontre de championnat face au Millwall FC. Il ouvre le score du pied droit sur un service de Tom Lawrence mais Derby finit par se faire rejoindre et les deux équipes se neutralisent (1-1),. Alors que le contrat d'Ebosele expire en juin 2022, il est annoncé dès le mois de mars qu'il quitterait le club pour l'Italie afin de rejoindre l'Udinese Calcio.
Ebosele joue son premier match pour l'Udinese le 5 août 2022, lors d'une rencontre de coupe d'Italie face au Feralpisalò. Il est titularisé et son équipe s'impose (2-1 score final).

### En sélection nationale
Né en Irlande, Festy Ebosele possède des origines nigérianes. Il représente toutefois son pays de naissance en sélection. 
Avec l'équipe d'Irlande des moins de 19 ans, Festy Ebosele participe au championnat d'Europe des moins de 19 ans en 2019. Lors de ce tournoi organisé en Arménie, Ebosele joue deux matchs et son équipe se hisse jusqu'en demi-finale, où elle est battue par le Portugal (4-0 score final).
Il joue son premier match avec l'équipe d'Irlande espoirs le 30 mai 2021, en amical contre la Suisse. Il est titularisé et son équipe s'incline ce jour-là par deux buts à zéro.